# Hubert Haider (Maler)
Hubert Haider (* 11. Februar 1879 in München; † 16. August 1971 in Altötting) war ein deutscher Landschaftsmaler, der über eine „sehr exakte Malweise bei fast naiver Bildauffassung“ verfügte.

## Leben und Wirken
Haider war der Sohn des Münchner Malers Karl Haider und seiner ersten Frau Katharina, geborene Brugger († 1882), einer Nichte des Bildhauers Friedrich Brugger, und Enkel des Jagdzeichners Max Haider. Sein Halbbruder, Ernst Haider, Sohn der zweiten Ehe des Vaters, war ebenfalls Maler. Zum Schuljahr 1891/92 wechselte er vom Gymnasium Dillingen ans Münchner Maximiliansgymnasium trat jedoch zum Schuljahresende aus. Über seinen weiteren Bildungsgang liegen keine Informationen vor; angeblich bestritt er seinen Lebensunterhalt als Gärtner und Jagdgehilfe. Ansässig war er 1894 bis 1902 in Aicherloh bei Erding und ab 1914 in Altötting; zwischenzeitlich hielt er sich auch in Schliersee und in München auf.
Vermutlich erhielt er erste künstlerische Unterweisungen durch seinen Vater, war ansonsten jedoch weitgehend Autodidakt. Eine künstlerische Beziehung bestand zu dem nur wenige Jahre älteren Landschaftsmaler Edmund Steppes und über diesen zu dessen Schwiegersohn Karl Alexander Flügel (1890–1967). Er war Mitglied der Münchner Künstler-Genossenschaft (MKG) und des Reichsverbandes Bildender Künstler (RvbK).
Als Landschaftsmaler wählte Hubert Haider vor allem Motive aus dem oberbayerischen Alpenvorland und den Gebirgsregionen. 1925 mit Unterbrechungen bis 1939 stellte er seine Arbeiten in den Münchner Jahresausstellungen aus.

## Werke (Auswahl)
- Der Wilde Kaiser bei Kufstein, Öl auf Karton, 30 × 35 cm; signiert H.Haider, verso Etikett der Galerie Heinemann, München (Kunsthandel)#

München, Bayerische Staatsgemäldesammlungen:
- Peissenberg, Öl auf Karton, 56 × 49 cm (BStGS, Inv.Nr. 10131)
- Salzachtal, Öl auf Lwd., 76 × 106 cm (BStGS, Inv.Nr. 13033)
- Breitenstein, Herbstlandschaft, Öl auf Lwd., 78 × 94 cm (BStGS, Inv.Nr. 10039).

München, Städtische Galerie im Lenbachhaus:
- Hohenpeißenberg
- Jägerkamp bei Schliersee
- Frühling
- Bergwald
- Der Wendelstein
- Landschaftsbild